# Operacja Jupiter
Operacja Jupiter – ofensywa VIII Korpusu brytyjskiej 2 Armii przeciwko wojskom niemieckim przeprowadzona w dniach 10–11 lipca 1944 r. podczas bitwy o Normandię w czasie II wojny światowej. Celem 43 Dywizji Piechoty Wessex było w niej zdobycie wiosek Baron-sur-Odon, Fontaine-Étoupefour, Chateau de Fontaine oraz odzyskanie Wzgórza 112. Dołączona do niej brygada z 15 Szkockiej Dywizji Piechoty miała zdobyć Éterville, Maltot i teren do rzeki Orne, a następnie czołgi 4 Brygady Pancernej, wspierane przez piechotę, miały za zadanie przejść przez zdobyte tereny i zająć kilka wiosek na zachód od Orne. Spodziewano się, że początkowe cele uda się uchwycić do godz. 9:00 pierwszego dnia ofensywy, po czym 4 Brygada Pancerna wykorzysta ten sukces i przejdzie do wykonywania swojej części zadania.
Natarcie Brytyjczyków na początku szło dobrze, ale walka o Wzgórze 112 potrwała cały dzień, zaś wioska Maltot kilkakrotnie przechodziła z rąk do rąk. 11 lipca kontrataki 9 Dywizji Pancernej SS „Hohenstaufen”, 10 Dywizji Pancernej SS „Frundsberg” oraz 102. batalionu czołgów ciężkich SS po południu zmusiły Brytyjczyków do wycofania się ze szczytu Wzgórza 112 do pozycji na północnym zboczu. Operacja była taktyczną porażką VIII Korpusu, ale strategicznym sukcesem całości sił alianckich, ponieważ wyczerpanie walkami zredukowało II Korpus Pancerny SS do stanu, z którego nigdy nie udało mu się już podnieść. Brytyjskie operacje prowadzone w dolinie rzeki Odon trwały przez cały lipiec, a 53 Walijska Dywizja Piechoty zajęła Wzgórze 112 prawie bez oporu 4 sierpnia, po wycofaniu się Niemców podczas operacji Cobra i operacji Bluecoat dalej na zachód. Pod koniec lat 40. na wzgórzu został zbudowany kamienny pomnik żołnierzy 43 Dywizji Wessex.

## Tło sytuacyjne

### Operacja Epsom
Pierwszą bitwę o Wzgórze 112 stoczono w końcowym etapie operacji Epsom, kiedy czołgi 11 Dywizji Pancernej dokonały przełamania frontu z przyczółka ustanowionego przez 2. batalion Pułku Argyll and Sutherland Highlanders, część 227 Brygady Piechoty Górskiej 15 Szkockiej Dywizja Piechoty w Tourmauville. Wzgórze 112 było celem pośrednim na drodze do przeprawy przez rzekę Orne, ale niemiecki opór był tak silny, że 23 Pułk Huzarów był w stanie zdobyć i utrzymać wzgórze z wielkim trudem. Wzgórze 112, na końcu wąskiego zbocza, utrzymywała piechota 8. batalionu Brygada Strzelców Prince Consort’sOwn. Pozostali tam pod ostrzałem z moździerzy, dopóki system Ultra nie wykazał, że w rejon przybył II Korpus Pancerny SS. Zanim niemieckie posiłki mogły zaatakować, gen. Bernard Law Montgomery nakazał wycofanie się ze szczytu wzgórza. Montgomery zamierzał utrzymywać dywizje pancerne (około siedmiu) na froncie brytyjsko-kanadyjskim, podczas gdy amerykańska 1 Armia mogła kontynuować bitwę o Cherbourg i poszerzać przyczółek w Normandii. Amerykański cel był wykonalny dlatego, że na ich odcinku frontu walczyła tylko równowartość jednej i pół niemieckiej dywizji pancernej, pomimo prób wycofania części jednostek pancernych ze wschodniego krańca przyczółka.

### Operacja Charnwood
Operacja Charnwood miała miejsce w dniach 8–9 lipca, a jej celem było zdobycie Caen i zapobieżenie przeniesieniu niemieckich jednostek pancernych z frontu anglo-kanadyjskiego na wschodzie do sektora amerykańskiego. Trzy dywizje piechoty wspierane przez trzy brygady pancerne zaatakowały pod ostrzałem nękającym artylerii i poczyniły stopniowe postępy przeciwko 12 Dywizji Pancernej SS „Hitlerjugend” oraz 16 Dywizji Polowej Luftwaffe. Do końca dnia kanadyjska 3 Dywizja Piechoty, brytyjska 3 Dywizja Piechoty i 59 Dywizja Piechoty Staffordshire dotarły do Caen. O świcie atakujący spotkali resztki niemieckich jednostek wycofujących się przez Orne; lotnisko w Carpiquet wpadło w ręce Kanadyjczyków rano, a do 18:00 Brytyjczycy i Kanadyjczycy zajęli północny brzeg rzeki Orne. Brytyjski I Korpus zakończył operację z pozostałymi mostami znajdującymi się wciąż w rękach niemieckich lub nieprzejezdnymi. Operacja Charnwood była kosztowna dla aliantów. Niemcy zostali wyparci z północnego brzegu rzeki Orne, lecz ustanowili linię obronną na południe od miasta i kontynuowali przenoszenie jednostek na front amerykański.

## Preludium – plany ataku
43 Dywizja Piechoty Wessex, dołączona 31 Brygada Pancerna ze 141 Królewskim Korpusem Pancernym, Churchill Crocodile z 79. Dywizji Pancernej i 4 Brygadą Pancerną były wspierane przez 3 i 8 Grupę Królewskiej Artylerii Armijnej przy ataku w trzech etapach. W fazie I 130 Brygada Piechoty i 9 Królewski Pułk Pancerny miały zająć niemieckie pozycje wokół Les Duanes i zdobyć Château de Fontaine, podczas gdy 129 Brygada z 7 Królewskim Pułkiem Pancernym zaatakowały Wzgórze 112. W fazie II, 129 Brygada Piechoty miała utworzyć flankę obronną wzdłuż północnego stoku Wzgórza 112, zwróconą w stronę Évrecy na południowy zachód. 130 Brygada, 9 Pułk Pancerny i czołgi Churchill miały wtedy zaatakować Éterville i Maltot, a jeśli atak odniesie sukces, posunąć się na południowy wschód od Wzgórza 112 w kierunku Saint-Martin. W fazie III 129 Brygada miała pozostać na Wzgórzu 112, podczas gdy 130 Brygada uderzyłaby z Éterville do Maltot na wschód. 4 Brygada Pancerna i 214 Brygada Piechoty 43 Dywizji weszłyby następnie pomiędzy 129 i 130 Brygadę na południe od Orne i utworzyły przyczółek. 46 Brygada Górska 15 Dywizji Szkockiej i szwadron 7 Pułku Pancernego oczyściłyby wówczas teren pomiędzy Odon, Orne i zachodnimi przedmieściami Caen.

## Bitwa
Operacja Jupiter rozpoczęła się na przyczółku Odon, który biegł od Verson do Baron-sur-Odon, po przekroczeniu rzeki przez 214 Brygadę, w nocy z 8 na 9 lipca. Po przygotowaniu artyleryjskim pierwsze bataliony 43 Dywizji dotarły do Éterville i północnego stoku Wzgórza 112 o 8:00, po czym rozpoczęła się wyprawa na Maltot. Atakujący wkroczyli do wioski, ale zdeterminowani niemieccy obrońcy wspierani przez ostrzał moździerzowy i kontrataki sił pancernych sprawiły, że brytyjskie pozycje we wsi były niemożliwe do utrzymania bez kontrolowania Wzgórza 112. Niemieccy obrońcy na wzgórzu okopali się na polach kukurydzy, a czołgi ukryto w zagajnikach. Niemcy zatrzymali natarcie Brytyjczyków na drodze Caen–Évrecy oraz poniżej szczytu na flankach. Wieczorem 5. batalion Lekkiej Piechoty Duke of Cornwall’s z 214 Brygady oraz 7 Pułk Pancerny zaatakowali wzgórze i dotarli do szczytu oraz pobliskich lasów, co spowodowało, że cztery brygady 43 Dywizji wyszły na grzbiet. Na północ od Éterville oddziały kanadyjskiej 3 Dywizji przekroczyły rzekę Odon i rozszerzyły przyczółek na wschód.

Topografia obszaru na południowy zachód od Caen

Niemieckie kontrataki rozpoczęły się około północy; w ich wyniku kilka razy osiągnięto Éterville; na wzgórzu 5. batalion został odepchnięty z powrotem na drogę Caen–Évrecy po zniszczeniu wszystkich dział przeciwpancernych i utracie 240 ludzi. Podczas bitwy gen. Heinrich Eberbach, dowódca Panzergruppe West, uznał utrzymanie odbitego Wzgórza 112 za priorytet (niem. Schwerpunkt) II Korpusu Pancernego SS, ale brytyjski kontratak zajął północne zbocze i znalazł się w połowie drogi na szczyt wzniesienia. Niemieccy obrońcy byli ostrzeliwani z morza, powietrzna i lądu, ale utrzymywali znaczną część wzgórza, przy wsparciu Tygrysów ze 102. batalionu czołgów ciężkich, które przybyły do Normandii dwa dni wcześniej.

## Następstwa

### Analiza
Wykorzystanie niemieckiego odwrotu z Caen po operacji Charnwood nie było możliwe, ponieważ Niemcy wycofali się tylko na południowy brzeg Orne. Brytyjczycy zaatakowali otwarte stoki, aby dotrzeć na szczyt Wzgórza 112, obsadzony przez okopane jednostki niemieckie i czołgi na przeciwległym zboczu. Wąskie ataki frontalne były taktycznie nierozsądne, ale brak żołnierzy i inne okoliczności sprawiły, że stały się one nieuniknione, pomimo zatorów za brytyjskimi liniami oraz opóźnień w dostawach zaopatrzenia i posiłków. Gen. Richard O’Connor, dowódca VIII Korpusu, zalecił większe uwzględnienie topografii terenu przy doborze celów i uprzywilejowanie ataków na wzgórza ponad zajmowaniem wsi. Brytyjczycy i Kanadyjczycy wykorzystali swoje rosnące doświadczenie i utrzymali inicjatywę, ale Niemcy nie wycofali się pomimo strat wynikających z twardej obrony. Rozległy widok na całą okolicę rozciągający się ze Wzgórza 112 miał ogromne znaczenie taktyczne, lecz szczyt wzniesienia został porzucony przez Brytyjczyków i pozostawiony jako ziemia niczyja, z przeciwnikami okopanymi po obu jego stronach.
Kilka pobliskich wiosek zostało zdobytych (chociaż Brytyjczyków wyparto z Éterville), a Niemców sprowokowano do kontrataków. 9 Dywizja Pancerna SS, wycofana z linii w celu utworzenia rezerwy operacyjnej, została sprowadzona z powrotem, aby powstrzymać atak. W wyniku tego posunięcia Niemcy byli narażeni na ostrzał alianckiej artylerii okrętowej i naziemnej oraz ataki z powietrza, które spowodowały poważne straty i pozbawiły niemiecką obronę możliwości przeprowadzenia kontrofensywy. Walki pancerne nadal odbywały się na dystansie mniejszym niż 900 m, przy których 150 mm pancerz czołgów Mk IV Churchill był niewystarczający, aby oprzeć się pociskom kumulacyjnym lub niemieckim działom przeciwpancernym 75 mm i 88 mm. Brytyjskie działa czołgowe 75 mm o przeciętnej prędkości wylotowej nie mogły przebić przedniego pancerza Pantery lub Tygrysa z żadnego kierunku.

### Straty i upamiętnienie

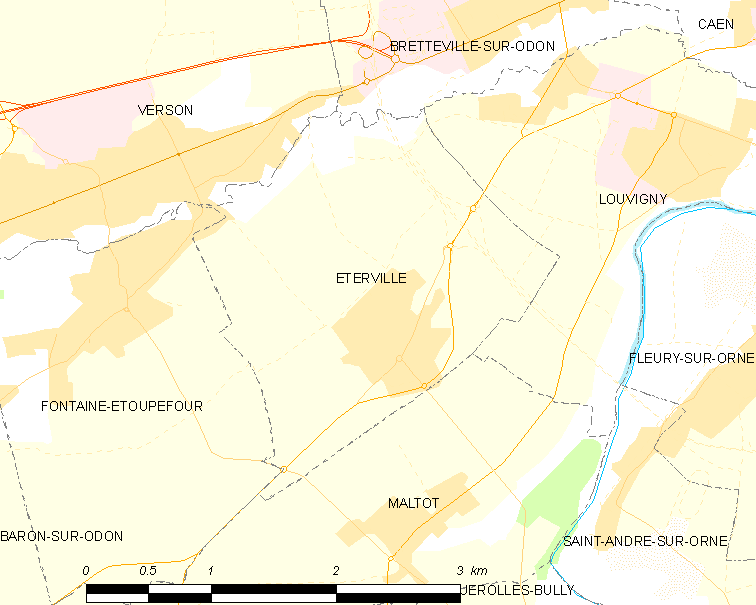
Obszar Éterville

43 Dywizja Wessex straciła 2 tys. żołnierzy podczas operacji, a łącznie poniosła 7 tys. ofiar w dniach 10–22 lipca. 31 Brygada Pancerna straciła 39 czołgów, co stanowi około 25 proc. jej siły. Znaczenie bitew o Wzgórze 112 zostało upamiętnione poprzez wzniesienie przez żołnierzy 5. batalionu w sierpniu 1944 r. pomnika zwanego Lasem Kornwalijskim. Większy drewniany pomnik 43 Dywizji Wessex ufundowali mieszkańcy Normandii dla upamiętnieni bojowników i cywilów, którzy zostali zabici podczas starć w tej okolicy. Współczesny, kamienny pomnik na Wzgórzu 112 został zbudowany przez 43 Dywizję pod koniec lat 40., a podobne upamiętnienia znajdują się w Wynyard’s Gap w hrabstwie Dorset, w Castle Hill, w Mere w hrabstwie Wiltshire oraz na szczycie Rough Tor w Kornwalii.

### Późniejsze operacje

#### 11 lipca
O zmierzchu 11 lipca 4. batalion Lekkiej Piechoty Somerset ze 129 Brygady Piechoty po cichu zaatakował szczyt Wzgórza 112. Kompania D szła w centrum, aby ponownie zająć sad, z kompanią A po prawej i kompanią C po lewej. Kompania przekroczyła drogę Caen–Évrecy i próbowała okopać się, ale trafiła na zbyt twardą ziemię, by przekopać ją swoimi łopatkami saperskimi, a następnie Niemcy zostali zaalarmowani przez wystrzały z brytyjskiego karabinu maszynowego. Kompania D dotarła na skraj Lasu Kornwalijskiego, gdzie została ostrzelana z broni maszynowej; wiele kul rykoszetowało od pancerzy opuszczonych czołgów, a jeden pluton zabłądził po prawej stronie i zaginął. Oddziały 19 Pułku Grenadierów Pancernych odkryły pozycje nieprzyjaciela i zdołały odeprzeć ataki Brytyjczyków, po czym zauważyli, że ich koledzy po drugiej stronie sadu wycofali się. Ciągły ostrzał artyleryjski, moździerzowy i karabinowy pokryły szczyt Wzgórza 112 i sprawiły, że nie można było dostać się z na niego z żadnej ze stron, a pozycje pod grzbietem, gdzie żołnierze mogli się zebrać do ataku, były często bombardowane. Małe grupki 5. batalionu pozostały w sadzie, nie wiedząc o odwrocie Niemców, a po czterech dniach grupa, która przyprowadziła czterech niemieckich jeńców ze wzgórza, dostała rozkaz odwrotu.

#### Operacja Grennline, 15–17 lipca

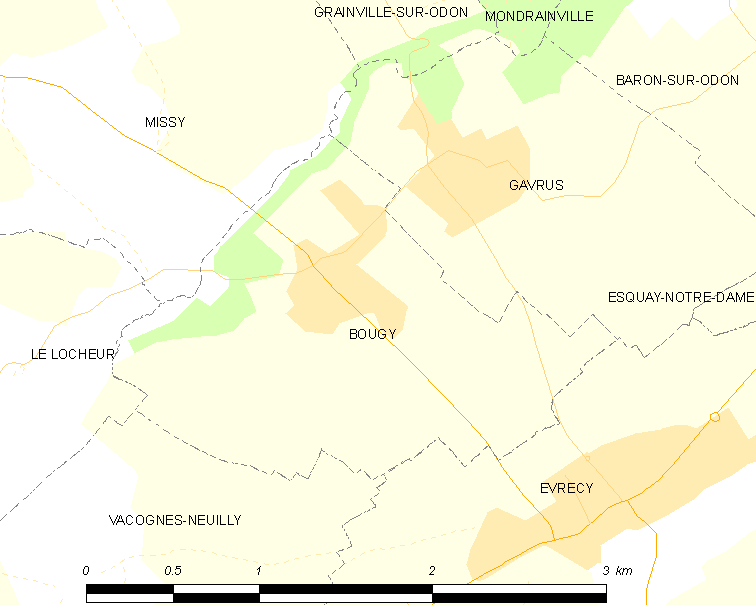
Obszar XII Korpusu

Skrzyżowanie w le Bon Repos i wyżej położony teren z widokiem na Esquay-Notre-Dame zostały zaatakowane przez 2. batalion Piechoty Górskiej Glasgow z 227 Brygady Piechoty, wspierany przez czołgi Churchill z 107 Pułku Królewskiego Korpusu Pancernego z 34 Brygady Pancernej i 141 Pułku Królewskiego Korpusu Pancernego z 79 Dywizji Pancernej, wraz z Inżynierami Królewskimi i czołgami Churchill Crocodile wyposażonymi w miotacze płomieni. Piechota zbliżała się z północnego wschodu w stronę Wzgórza 112, na południowy zachód po północnym zboczu, w kierunku linii obrony 3. batalionu z 21 Pułku Grenadierów Pancernych. Gdy piechota pojawiła się w zasięgu wzrokowym nieprzyjaciela, napotkała zmasowany ogień moździerzowy, który na moment zdezorganizował batalion, podobnie jak zasłona dymna umieszczona na Wzgórzu 112, która połączyła się z mgłą i objęła cały obszar. Brytyjczycy zdążyli przekroczyć linię wyjściową na czas o 21:30 i schwytali esesmanów ocalałych z ataku czołgów z miotaczami ognia na drodze Caen–Évrecy, między Croix des Filandriers i le Bon Repos. Natarcie była kontynuowane w dół zbocza pod księżycem Monty’ego (światłem reflektora odbijanym przez chmury) i było osłaniane ogniem ze Churchilli ze 107 Pułku Pancernego na wyżej położonym terenie na południe od Baron-sur-Odon<.
Esquay zostało zaatakowane około 23:00, ale nie utrzymane, ponieważ jego położenie poniżej spodka wyższego gruntu czyniło go pułapką na pociski. Żołnierze okopali się na północ od Esquay w miejscach wcześniej ustalonych na podstawie zdjęć zwiadowczych. Tygrysy ze 102. batalionu czołgów ciężkich zostały wysłane na południowy stok Wzgórza 112, aby odeprzeć atak, który nigdy nie nastąpił. Dalej na zachód reszta 15 Dywizji Szkockiej zdobyła Punkt 113, ale nie Évrecy, co sprawiło, że 2. batalion Piechoty Górskiej Glasgow zniknął z zasięgu obserwacji z obu stron. Niemieckie kontrataki piechoty 21 Pułku Grenadierów Pancernych i czołgi 10 Pułku Pancernego SS początkowo kierowały się na Esquay, które zostało już ewakuowane. Niemiecki kontratak padł następnie na pozycje wokół le Bon Repos, gdzie dwa Panzer IV zostały obezwładnione przez 6-funtowe działa przeciwpancerne. Szkoci zostali kilkakrotnie odepchnięci, tylko po to, by średnia artyleria XII Korpusu zmusiła Niemców do wycofania się. 18 lipca 107 Pułk Pancerny starł się z okopanymi Tygrysami i dwoma działami samobieżnymi Nashorn, tracąc cztery czołgi na grani. Brytyjczycy utrzymywali swoje pozycje przez dwa dni, zanim nie zluzował ich batalion 53 Walijskiej Dywizji Piechoty.

#### Operacja Express, 22 lipca
Operacja Express miała umożliwić odskok z wioski Louvigny. 5. batalion Pułku Wiltshire ze 129 Brygady Piechoty, oraz szwadron B 9 Pułku Pancernego z 31 Brygady Pancernej miały zająć wioskę i sady na północ od drogi prowadzącej do Louvigny; zaś 4. batalion Pułku Wiltshire ze szwadronem A 9 Pułku otrzymały za zadanie zaatakować lasy i obszary leśne na południowy wschód od Maltot. 4. batalion Lekkiej Piechoty Somerset był trzymamy w rezerwie, gotowy wykorzystać sukces oddziałów pierwszego rzutu i wejść w wyłom w niemieckiej obronie. Na wschodnim brzegu Orne kanadyjska 5 Brygada Piechoty z kanadyjskiej 2 Dywizji Piechoty zaatakowała Etavaux, a dwie kompanie ruszyły wzdłuż linii kolejowej w pobliżu rzeki, wspierane przez ostrzał nękający wrogich pozycji i czołgi z Pułku Fizylierów Sherbrooke na wzniesieniu. Kilku kanadyjskich żołnierzy uciszyło niemieckie gniazda karabinów maszynowych, co umożliwiło dotarcie do wioski, gdzie Kanadyjczycy walczyli z niemieckim garnizonem, dopóki osłaniała ich brytyjska artyleria, po czym wycofali się. Kanadyjczycy wzięli ok. 100 jeńców z 272 Dywizji Piechoty za cenę 108 straconych żołnierzy po własnej stronie>.
Operacja Express rozpoczęła się o 17:30, a 5. batalion Pułku Wiltshire zbliżył się do celu za zasłoną dymną, mijając ostrzał artyleryjski po prawej stronie drogi. Niemcy byli zaskoczeni i z początku oszołomieni bombardowaniem. Gdy Brytyjczycy przemieszczali się przez Maltot, niektórzy z obrońców doszli już do siebie po ostrzale i zaczęły się brutalne walki wręcz. Grenadierzy z 10 Dywizji Pancernej SS i czołgi Tygrys ze 102. batalionu czołgów ciężkich rozpoczęły kontratak, gdy tylko Brytyjczycy wkroczyli do wsi; obezwładniono kilka Churchillów szwadronu B. Brytyjski oficer łączności zobaczył niemieckie czołgi i wezwał myśliwce bombardujące Hawker Typhoon, które zmusiły Tygrysy do powrotu na Wzgórze 112, podczas gdy grenadierzy wzmocnili niemiecką piechotę w wiosce. Po drugiej stronie drogi do Louvigny 4. batalion Pułku Wiltshire ruszył za eskadrą A, przez lasy i farmy do ostatecznego celu na południe od wioski. Piechota poszła jako pierwsza, dwie sekcje przed każdym czołgiem, z dowódcą eskadry pancernej idącym pieszo, towarzyszącym dowódcom piechoty.
Kiedy 5. batalion zobaczył, że 4. batalion na drodze został opóźniony przez niemiecki garnizon w gospodarstwie Lieu de France na wschodnim krańcu Maltot, czołgi Churchill i Churchill Crocodile ruszyły, ostrzelały i podpaliły obrońców, a następnie przejęły nieprzyjacielską pozycję. Gdy Brytyjczycy szli w stronę lasu, małe grupy brytyjskiej i niemieckiej piechoty śledziły się nawzajem pomiędzy drzewami i w okopach. Obrońcy zostali pokonani w ciągu około dwóch godzin i zaczęło się oczyszczanie lasów, ale niektórzy żołnierze niemieccy nadal stawiali opór po zapadnięciu zmroku. Większość pozostałych przy życiu Niemców wycofała się do Château Maltot (Zamku Maltot) po drugiej stronie drogi, gdzie została odcięta, lecz kiedy 4. batalion podszedł do strumienia Rau de Maltot, został zatrzymany przez ogień z zamku. Ostrzał w wykonaniu czołgów Churchill skłonił niemieckiego lekarza wojskowego do złożenia propozycji zawieszenia broni, którą Brytyjczycy byli gotowi zaakceptować w zamian za poddanie się wszystkich niemieckich żołnierzy w zamku. Warunki zostały odrzucone przez Niemców. O zmierzchu Brytyjczycy zaatakowali i przedarli się na parter, ale powstrzymywały ich rzucane przez obrońców granaty ręczne. W ciągu nocy budynki gospodarcze zostały zdobyte, a zamek ponownie ostrzelany przez czołgi.
Pomiędzy 21:30 do 22:00 oba bataliony osiągnęły ostateczne cele na zachód od Maltot i lasy na południu. Brytyjskie czołgi wycofały się, straciwszy osiem pojazdów i tuż po świcie Niemcy w zamku poddali się. Do końca operacji 10 Dywizja Pancerna SS została zredukowana z ok. 15 tys. żołnierzy do na 2 289. O świcie Brytyjczycy zobaczyli ciała zabitych w operacji Jupiter oraz spotkali się z ogniem dalekiego zasięgu z niemieckich czołgów i dział na południowo-wschodnim zboczu Wzgórza 112. Pułk Wiltshire wziął ponad 400 jeńców w tak zwanej „podręcznikowej” operacji. Dowódcy przestudiowali mapy, fotografie i modele, mieli czas na nawiązanie współpracy piechoty z czołgami 7 Pułku Pancernego i przeprowadzenie rozpoznania terenu. 43 Dywizja Wessex została wycofana po akcji, a jej teren przejęty przez 53 Dywizję Walijską. Niemcy wycofali się ze Wzgórza 112 w sierpniu, podczas operacji Cobra i operacji Bluecoat toczących się daleko na zachodzie; 53 Dywizja Walijska zajęła wtedy ten obszar, prawie nie napotykając oporu 4 sierpnia.